# Prędkość graniczna
Prędkość graniczna (krytyczna) – maksymalna prędkość obiektu bezwładnie spadającego, w ośrodku niebędącym próżnią, przy której siła grawitacji (skierowana w dół) jest równoważona przez siłę oporu aerodynamicznego (skierowaną w górę). W wyniku równoważenia się sił obiekt porusza się (spada) ruchem jednostajnym.
Dla obiektu spadającego bezwładnie z prędkością chwilową większą niż jego prędkość graniczna (np. jeśli był wcześniej napędzany dodatkową siłą skierowana w dół, spadł z fragmentu atmosfery o mniejszej gęstości lub zmienił swój kształt), wartość prędkości będzie się zmniejszała do momentu zrównania się z prędkością graniczną.
Przykładowo, prędkość graniczna przeciętnego człowieka spadającego brzuchem w dół z rozłożonymi rękami wynosi około 53-56 m/s (ok. 200 km/h). Spadający człowiek będzie się poruszał ruchem niejednostajnie przyspieszonym (z powodu zwiększania się siły oporu), aż do osiągnięcia prędkości granicznej, co zajmie mu 12 s, podczas których przebędzie 452 m. Prędkość wzrośnie do około 90 m/s (prędkość graniczna sokoła wędrownego, nurkującego po swoją ofiarę), jeśli spadochroniarz schowa kończyny (zob. freeflying). Większość kropel deszczu spada z prędkością większą od granicznej, być może z powodu zderzeń pomiędzy nimi.
Obiekt osiąga prędkość graniczną, gdyż siła oporu, hamująca ruch rośnie wraz ze wzrostem prędkości, w przybliżeniu proporcjonalnie do kwadratu prędkości. Przy małej prędkości opór jest dużo mniejszy niż siła grawitacji, więc obiekt przyspiesza. Jeśli zwiększy się prędkość, opór rośnie do momentu w którym zrównoważy ciężar ciała. Opór zależy także od przekroju, dlatego obiekty o dużej jego powierzchni (np. spadochrony) mają mniejszą prędkość graniczą niż małe, ale o tej samej masie (np. cegły i kule armatnie).
Prędkość graniczna opisana jest wzorem:
{\displaystyle V_{t}={\sqrt {\frac {2mg}{\rho AC_{d}}}},}
gdzie:
{\displaystyle V_{t}} – prędkość graniczna,
{\displaystyle m} – masa spadającego obiektu,
{\displaystyle g} – przyspieszenie ziemskie,
{\displaystyle C_{d}} – współczynnik oporu,
{\displaystyle \rho } – gęstość płynu, w którym spada obiekt,
{\displaystyle A} – powierzchnia przekroju obiektu prostopadła do kierunku ruchu.
Powyższy wzór wynika z równowagi siły oporu i siły grawitacji działającej na obiekt.
Gęstość atmosfery ziemskiej zmniejsza się wraz z wysokością o około 1% na 80 metrów, więc dla każdych 160 metrów spadania, prędkość „graniczna” zmniejsza się o 1%. Po osiągnięciu lokalnej prędkości granicznej, prędkość chwilowa zmniejsza się w celu dostosowania do lokalnej prędkości granicznej.